# 西国三十三所名所図会
西国三十三所名所図会（さいごくさんじゅうさんしょめいしょずえ、西國三十三名所圖會）は、暁鐘成（あかつき かねなり）が著した西国三十三所の名所を紹介した江戸時代の名所図会。

## 解題

### 背景
江戸時代中期以降に全国に数多くの札所と札所をつなぐ巡礼道・遍路道が開かれ、仏教の民衆化・世俗化とともに盛行をきわめた。加えて、江戸時代に農民生活が向上したことにより、寺社参詣者数は急増し、一寺一社参詣とは異なる回遊型巡礼に向かう者が多数見られるようになった。回遊型巡礼とは、往路復路で同じ道をたどらず各地の霊場をめぐりながら出発地にもどるもので、特に近世には物見遊山としての性格を強めつつ盛んになっていった。
その中でも、最も古くから知られていたのが西国三十三所である。西国三十三所は、花山法皇の巡礼を伝説上の起源とされたことにより、巡礼の功徳や権威が高められて喧伝され、多くの人々が巡礼の道をたどった。19世紀はじめの化政年間には1万4千から2万人にも達する巡礼者がいたという ほどの隆盛に合わせて各種の案内記・道中記の類も数多く出版され、寺社参詣・巡礼者を対象とした版元の経営が成立しうるほどであった。こうした案内記・道中記の中には、名所図会式のものも数種が知られており、なかでも最も代表的なもののひとつが本書である。

### 西国三十三所名所図会
西国三十三所名所図会は、暁鐘成の編集、松川半山・浦川公佐の画で嘉永6年（1853年）3月に刊行され、嘉永元年付けの自序が付され、発行・販売元には江戸・京都・大坂の11の版元が名を連ねている。
刊行されたのは8巻10冊だが、当初は全10巻を予定していたものと見え、第1冊見返しにそれが伺われる。その他にも初刷見返しに「初編」の文字が見えるほか、西国三十三所と題しながらも伊勢に始まり、紀伊・和泉・河内、そして大和南部、札所としてはわずかに八番札所長谷寺までを収めているに過ぎないことなどから、刊行は中途で終っていることが分かる。こうした事情もあってか、後刷のものは表紙に貼られた題箋が「西國名所圖會」と改められている。
本書の記述は伊勢からはじまっているが、このことを鐘成は、東国の人が西国巡礼におもむく際には、伊勢・熊野に参詣してから西国巡礼を始めた昔の例に倣ったものとした。さらに、
とも述べ、多くの類書を補訂し、いままで取り上げられてこなかったものに関心を向けている。こうして本書の内容は、ただ三十三所の札所のみにとどまるのではなく、札所をつなぐ巡礼道の途上や周辺に見られる名所旧跡、伝承、出土物をも収めた地誌としての性格を帯びるようになり、往時の風俗を伝える写実的な挿絵や景観や社寺境内の詳細な鳥瞰図とともに、史料的価値を高いものにしている。特に4冊を費やしている大和南部には史跡の網羅的記述が含まれ、地域誌としても重要である。

### 著者
著者の暁鐘成は寛政5年（1793年）、大坂籠屋町の醤油醸造業者和泉屋茂三郎の妾腹の四男として生まれた。姓は木村、名は明啓といい、通称を和泉屋弥四郎、号として鶏鳴舎、晴翁、気野行成などを称した。前半生には著述のかたわら、各地の名所を模した麩・味噌・菓子などを売る名物屋を心斎橋筋博労町で営み、繁盛した様子だが天保の改革のもとで閉店を余儀なくされた。後に難波瑞竜寺門前に茶店を開いて妻に営ませ、自身は著作に専念した。
嘉永6年（1853年）、門人の安部貞昌に「暁鐘成」の号を譲った。これを区別して二世暁鐘成と呼ぶが、嘉永6年以降の著作目録には一世と二世のものが混在しているはずだが、識別は出来ない。万延元年（1860年）、妻の親類を訪ねて丹波国福知山をおとずれたところ、百姓一揆に加担したとして投獄され、釈放後20日あまりで急死した。鐘成の墓は大阪市浦江の正楽寺にある。
鐘成は名所図会作家、戯作家 として知られ多様な著作を残したことにより、存命中に刊行された『浪華当時人名録』（嘉永元年刊）なる書物には「雑家」と分類されている。『国書総目録』に掲載されるだけでも101編に達し、内容も啓蒙書、名所図会、洒落本、読本、有職故実、随筆、狂歌と極めて広範であって、その博覧強記が知れる。本書に類似の名所図会・地誌としては『摂津名所図会大成』（安政年間）、『天保山名所図会』（天保6年）、『淡路国名所図会』（嘉永4年）、『金毘羅参詣名所図会』（弘化4年）、『淀川両岸勝景図会』（文政7年）、『宇治川両岸一覧』（文久3年）等が挙げられる。

## 翻刻書誌
- 暁 鐘成、1991、『西国三十三所名所図会』、臨川書店
- 林 英夫、1980、『諸国の巻 3』、角川書店〈日本名所風俗図会18〉

両書とも嘉永6年刊本（国立公文書館内閣文庫本）を底本とする。

## 注
1. ↑  小山靖憲、2000、『熊野古道』、岩波書店（岩波新書） pp.121-123 ISBN 4004306655
2. ↑  林[1980: 598]
3. ↑  林[1980: 599]
4. ↑  林[1980: 599]。いまひとつよく知られているのは、厚誉春鶯『観音霊場記』（全7巻10冊、享保11年〈1726年〉）に辻本基定が桃嶺の挿絵を加えて再編した『観音霊場記図会』（全5巻5冊、享和3年）である。翻刻本は、金指正三校註、1973、『西国坂東観音霊場記』、青蛙房（青蛙選書42）。
5. ↑  臨川書店編集部[1991: 1037]
6. 1 2 3 4  臨川書店編集部[1991: 1038]
7. 1 2 3 4 5  臨川書店編集部[1991: 1039]
8. ↑  以上、林[1980: 603-605]、臨川書店編集部[1991: 1039]による
9. 1 2  林[1980: 602]
10. ↑  林[1980: 602-603]
11. ↑  林[1980: 6]、臨川書店編集部[1991: 1040]

## 文献
- 林 英夫、1980、「解説 西国三十三所名所図会」、林 英夫『諸国の巻』3、角川書店〈日本名所風俗図会18〉 pp. 595-607
- 〔臨川書店編集部〕、1991、「解題」、暁 鐘成『西国三十三所名所図会』、臨川書店 pp. 1037-1040